# Bransles
Bransles ist eine französische Gemeinde mit 529 Einwohnern (Stand: 1. Januar 2022) im Département Seine-et-Marne in der Region Île-de-France. Sie gehört zum Arrondissement Fontainebleau und zum Kanton Nemours.

## Geographie
|          | Chaintreaux           | Égreville |
| Dordives | Kompass               | Chevannes |
|          | Ferrières-en-Gâtinais |           |

## Sehenswürdigkeiten
Siehe auch: Liste der Monuments historiques in Bransles
- Kirche Saint-Loup-de-Sens (Monument historique)

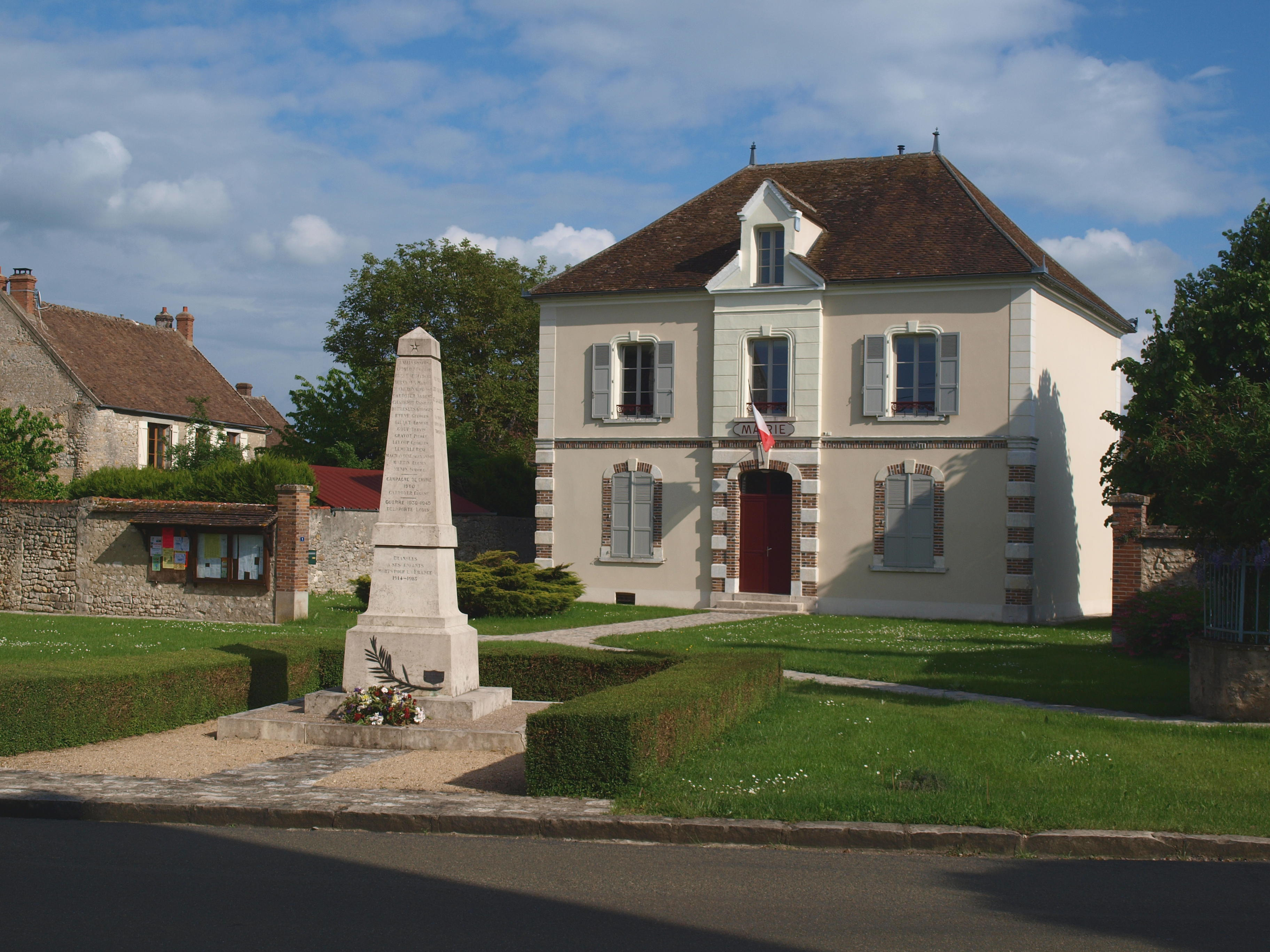
Rathaus mit Kriegerdenkmal im Vordergrund
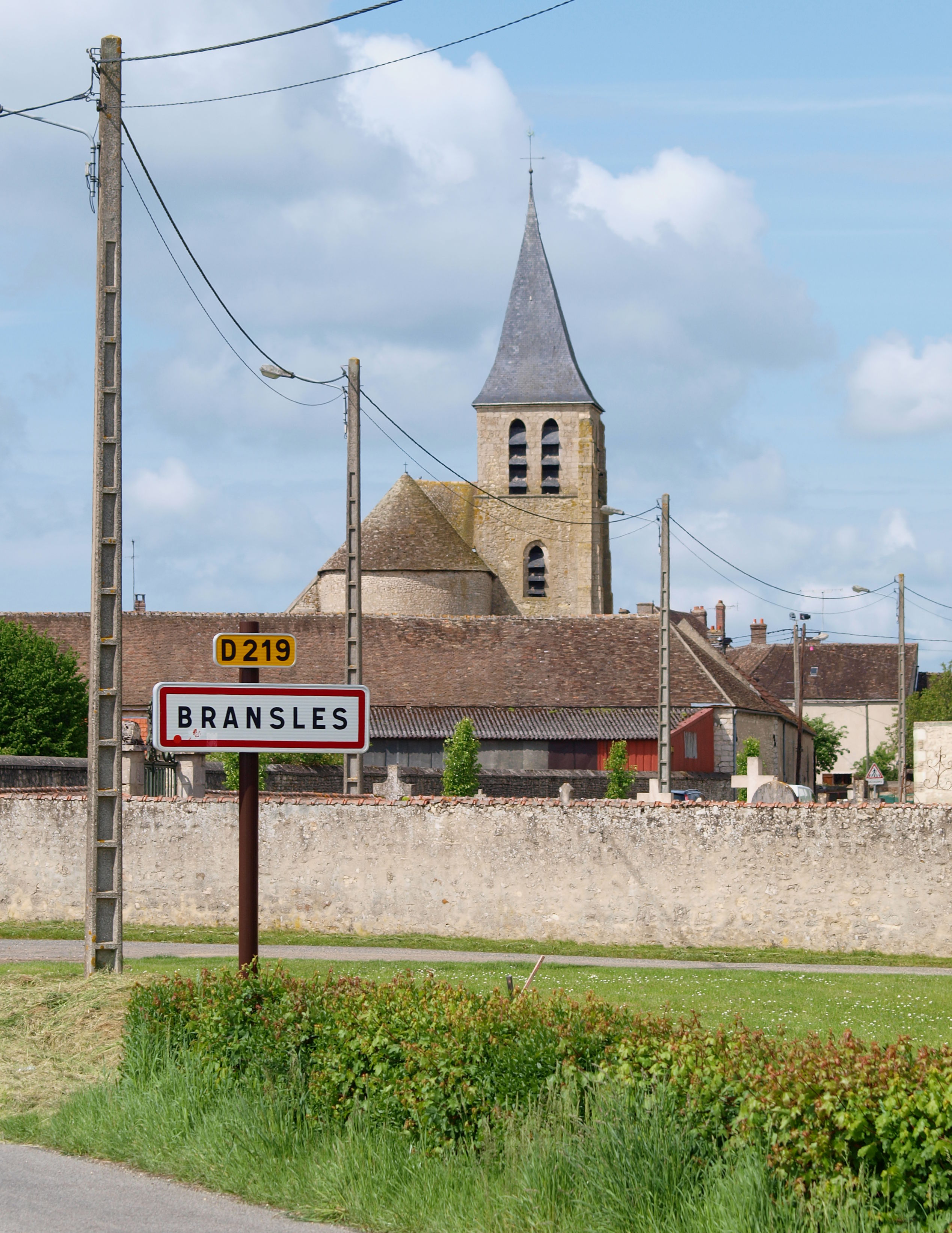
Kirche Saint-Loup-de-Sens